# Cellana stellifera
Cellana stellifera es una especie de molusco gasterópodo de la familia Nacellidae en el orden de los Patellogastropoda.

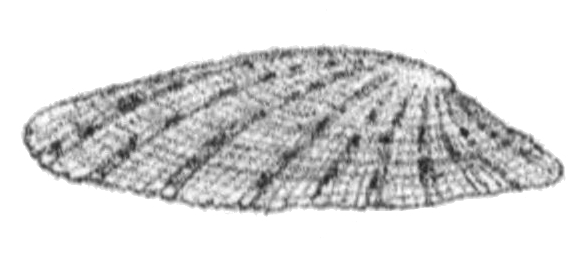
Black and white drawing of the shell of Cellana stellifera. Lateral view (right side). Head region is on the right.

## Distribución geográfica
Se encuentra en Nueva Zelanda